# Hans Eibl
Johannes „Hans“ Eibl (* 12. Juni 1936 in Obertrum, Land Salzburg; † 10. Juli 2019 in Innsbruck) war ein österreichischer Komponist, Dirigent und Klarinettist und von 1971 bis 2000 Militärkapellmeister.

## Leben
1957 trat er in die Militärmusik Salzburg ein. Gleichzeitig studierte an der Musikhochschule Mozarteum in Salzburg im Hauptfach Klarinette bei Alois Heine und diplomierte 1964. Die Militärkapellmeisterprüfung legte er 1967 ab. 1971 berief man ihn zum Militärkapellmeister von Niederösterreich. 1972 übernahm er als Dirigent die Militärmusik Tirol, die er bis 2000 musikalisch leitete. 
1975 wurde er Dozent beim Blasorchester-Lehrgang am Tiroler Landeskonservatorium Innsbruck. Nach Studien an der Universität Innsbruck und am Mozarteum (Expositur Innsbruck) spondierte Eibl 1986 mit der Diplomarbeit zum Thema Die Regimentsmusik Tirol 1918–1938 zum Magister artium. 1998 wählte man ihn zum Landeskapellmeister des Tiroler Blasmusikverbandes, eine Funktion, die er bis März 2007 ausübte. Zum 1. April 2000 trat Hans Eibl als Oberst und Militärkapellmeister in den Ruhestand.
Eibl war verheiratet und hatte eine Tochter sowie zwei Söhne. Er starb am 10. Juli 2019 nach langer, schwerer Krankheit und wurde in Innsbruck-Pradl beigesetzt.

## Auszeichnungen und Ehrungen
- 1983: Verdienstkreuz des Landes Tirol
- 1989: Verleihung des Berufstitels Professor[3]
- 1998: Ehrenzeichen für Kunst und Kultur der Stadt Innsbruck
- Ehrenlandeskapellmeister von Tirol[2]
- Goldenes Verdienstkreuz des Österreichischen Blasmusikverbands[2]
- Goldenes Verdienstkreuz des Verband Südtiroler Musikkapellen[2]

## Werke

### Werke für Blasorchester
- Heitere Impressionen, Intermezzo (1988)
- Euregio, Ouvertüre
- Festliche Ouvertüre
- Für dich und mich, Walzer
- Kapriolen Solo für Xylophon und Orchester
- Kleiner Konzertwalzer
- Musik zum Jubiläum
- Requiem für Bläser
- Rhapsodischer Tanz Nr. 1
- Romantica, Ouvertüre
- Samba Exquisite
- Swinging Trombones für 4 Posaunen und Blasorchester
- Tanz Nr. 2 in B-Dur
- Tiroler Festfanfare
- Tiroler Liederstrauß
- Trumpet-Champions, Solo für Trompeten und Blasorchester
- Variationen für 2 Flügelhörner und Blasorchester
- Militärparademarsch
- Tirol bleibt Tirol-Marsch
- Unter der Fahne Tirols-Marsch
- Sax in Swing, Solo für 5 Saxophone
- Wir Musikanten-Marsch
- Turbogalopp
- Ferienzeit-Marsch
- Revue-Marsch
- Sanitätsmarsch
- Letzter Gruß-Trauermarsch (3. Preis beim Tiroler Kompositionswettbewerb)
- Aufwind Revuemarsch (2. Preis beim Tiroler Kompositionswettbewerb)
- 62er-, 63er-, 64er-Regimentsmarch, gewidmet den Tiroler Regimentern
- Tirol grüßt Europa-Marsch
- Jubiläumsmarsch
- Tivoli 2000-Marsch
- Pannonische Rhapsodie
- Streiflichter-Ouvertüre
- Furore-Solo für 4 Klarinetten
- Auf ins Böhmerland-Polka
- Gott wir loben dich-Prozessionsmarsch
- Beim Goldenen Dachl-Ouvertüre

### Bücher, Schriften und andere Medien
- Lehrbuch für Blasmusik-Dirigenten: vom Anfänger bis zum Orchesterleiter DNB 952075970
- Die Militärmusik des Alpenjägerregiments Nr. 12
- Lernvideo für Dirigenten